# Ernesto Leopoldo di Leiningen
Ernest Leopoldo, IV Principe di Leiningen (in tedesco: Ernst Leopold Victor Carl August Joseph Emich, Furst zu Leiningen; Amorbach, 9 novembre 1830 – Amorbach, 5 aprile 1904), è stato un nobile tedesco.

## Biografia

### Infanzia
Era il figlio maggiore di Carlo, III Principe di Leiningen e della Contessa Maria Klebelsberg. Suo padre era il fratellastro per parte di madre della Regina Vittoria del Regno Unito.

### La carriera militare
Ernesto Leopoldo si arruolò nella marina reale britannica nel 1849. Ereditò il titolo di Principe di Leiningen alla morte di suo padre il 13 novembre 1856. Promosso capitano di vascello nel 1860, comandò la HMS Magicienne e poi la HMY Victoria and Albert. Fu nominato vice-ammiraglio nel 1885,fu promosso ad ammiraglio nel 1887 e si ritirò dalla Marina nel 1895.
Fu fatto Cavaliere di Gran Croce dell'Ordine della Casata ernestina di Sassonia nel 1855, e Cavaliere dell'Ordine della fedeltà e Cavaliere di Gran Croce dell'Ordine del Leone di Zähringen nel 1858. Fu nominato Cavaliere Commendatore della divisione civile dell'Ordine del Bagno nel 1863, Cavaliere di Gran Croce nel 1866 e Cavaliere di Gran Croce onorario della divisione militare nel 1887, emendato all'ulteriore Cavaliere di Gran Croce in quello stesso anno.

### Matrimonio e figli
L'11 settembre 1858 a Karlsruhe sposò S.A.G la Principessa Maria di Baden (1834–1899), seconda figlia femmina e settima dei figli di Leopoldo I, Granduca di Baden e Sofia di Svezia. Ebbero due figli:
- Principessa Alberta di Leiningen (24 dicembre 1863 - 30 agosto 1901).
- Principe Emich di Leiningen (18 gennaio 1866 - 18 luglio 1939); diventò V Principe di Leiningen alla morte di suo padre nel 1904; sposò la Principessa Feodora di Hohenlohe-Langenburg (1866–1932).

## Ascendenza
|                                       |                                         |                                                 | Genitori                                      |  |  | Nonni |  |  | Bisnonni           |  |  | Trisnonni                                        |  |
|                                       |                                         |                                                 |                                               |  |  |       |  |  | Carlo di Leiningen |  |  | Federico Magnus di Leiningen-Dagsburg-Hartenburg |  |
|                                       |                                         |                                                 |                                               |  |  |       |  |  | Carlo di Leiningen |  |  | Federico Magnus di Leiningen-Dagsburg-Hartenburg |  |
|                                       |                                         | Anna di Wurmbrand-Stuppach                      |                                               |  |  |       |  |  | Carlo di Leiningen |  |  |                                                  |  |
| Emilio Carlo di Leiningen             |                                         |                                                 |                                               |  |  |       |  |  | Carlo di Leiningen |  |  |                                                  |  |
|                                       |                                         | Cristiana di Solms-Rödelheim-Assenheim          | Guglielmo di Solms-Rödelheim-Assenheim        |  |  |       |  |  |                    |  |  |                                                  |  |
|                                       |                                         | Cristiana di Solms-Rödelheim-Assenheim          | Guglielmo di Solms-Rödelheim-Assenheim        |  |  |       |  |  |                    |  |  |                                                  |  |
|                                       |                                         | Cristiana di Solms-Rödelheim-Assenheim          | Maria Anna di Wurmbrand-Stuppach              |  |  |       |  |  |                    |  |  |                                                  |  |
| Carlo, III Principe di Leiningen      |                                         | Cristiana di Solms-Rödelheim-Assenheim          |                                               |  |  |       |  |  |                    |  |  |                                                  |  |
|                                       |                                         | Francesco Federico di Sassonia-Coburgo-Saalfeld | Ernesto Federico di Sassonia-Coburgo-Saalfeld |  |  |       |  |  |                    |  |  |                                                  |  |
|                                       |                                         | Francesco Federico di Sassonia-Coburgo-Saalfeld | Ernesto Federico di Sassonia-Coburgo-Saalfeld |  |  |       |  |  |                    |  |  |                                                  |  |
|                                       |                                         | Francesco Federico di Sassonia-Coburgo-Saalfeld | Sofia Antonia di Brunswick-Wolfenbüttel       |  |  |       |  |  |                    |  |  |                                                  |  |
| Vittoria di Sassonia-Coburgo-Saalfeld |                                         | Francesco Federico di Sassonia-Coburgo-Saalfeld |                                               |  |  |       |  |  |                    |  |  |                                                  |  |
|                                       |                                         | Augusta di Reuss-Ebersdorf                      | Enrico XXIV di Reuss-Ebersdorf                |  |  |       |  |  |                    |  |  |                                                  |  |
|                                       |                                         | Augusta di Reuss-Ebersdorf                      | Enrico XXIV di Reuss-Ebersdorf                |  |  |       |  |  |                    |  |  |                                                  |  |
|                                       |                                         | Augusta di Reuss-Ebersdorf                      | Carolina Ernestina di Erbach-Schönberg        |  |  |       |  |  |                    |  |  |                                                  |  |
| Ernesto Leopoldo di Leiningen         |                                         | Augusta di Reuss-Ebersdorf                      |                                               |  |  |       |  |  |                    |  |  |                                                  |  |
|                                       | Francesco Rodolfo, Conte di Klebelsberg | Massimiliano Lamberto, Conte di Klebelsberg     |                                               |  |  |       |  |  |                    |  |  |                                                  |  |
|                                       | Francesco Rodolfo, Conte di Klebelsberg | Massimiliano Lamberto, Conte di Klebelsberg     |                                               |  |  |       |  |  |                    |  |  |                                                  |  |
|                                       | Francesco Rodolfo, Conte di Klebelsberg | Contessa Maria Ludmilla Eleonora von Sparr      |                                               |  |  |       |  |  |                    |  |  |                                                  |  |
| Massimiliano, Conte di Klebelsberg    | Francesco Rodolfo, Conte di Klebelsberg |                                                 |                                               |  |  |       |  |  |                    |  |  |                                                  |  |
|                                       |                                         | Maria Anna von Forstner                         | …                                             |  |  |       |  |  |                    |  |  |                                                  |  |
|                                       |                                         | Maria Anna von Forstner                         | …                                             |  |  |       |  |  |                    |  |  |                                                  |  |
|                                       |                                         | Maria Anna von Forstner                         | …                                             |  |  |       |  |  |                    |  |  |                                                  |  |
| Contessa Maria Klebelsberg            |                                         | Maria Anna von Forstner                         |                                               |  |  |       |  |  |                    |  |  |                                                  |  |
|                                       |                                         | Franz Xaver, Ritter von Turba                   | Johann Franz, Ritter von Turba                |  |  |       |  |  |                    |  |  |                                                  |  |
|                                       |                                         | Franz Xaver, Ritter von Turba                   | Johann Franz, Ritter von Turba                |  |  |       |  |  |                    |  |  |                                                  |  |
|                                       |                                         | Franz Xaver, Ritter von Turba                   | Helene Veronika von Ebelin                    |  |  |       |  |  |                    |  |  |                                                  |  |
| Maria Anna von Turba                  |                                         | Franz Xaver, Ritter von Turba                   |                                               |  |  |       |  |  |                    |  |  |                                                  |  |
|                                       |                                         | Marie Adelheid von Textor                       | Franz Ignaz, Ritter von Textor                |  |  |       |  |  |                    |  |  |                                                  |  |
|                                       |                                         | Marie Adelheid von Textor                       | Franz Ignaz, Ritter von Textor                |  |  |       |  |  |                    |  |  |                                                  |  |
|                                       |                                         | Marie Adelheid von Textor                       | …                                             |  |  |       |  |  |                    |  |  |                                                  |  |
|                                       |                                         | Marie Adelheid von Textor                       |                                               |  |  |       |  |  |                    |  |  |                                                  |  |